# Палицын, Фёдор Фёдорович
Фёдор Фёдорович Палицын (28 октября 1851 — 20 февраля 1923, Берлин) — русский военный и государственный деятель, генерал от инфантерии (1907 год), начальник Главного управления Генерального штаба (21 июня 1905 года — 13 ноября 1908 года), полный кавалер ордена Святого Владимира.

## Биография
Родился 28 октября 1851 года. Происходил из дворян Лифляндской губернии. Общее образование получил в Орловской Бахтина военной гимназии.
В 1870 году окончил 1-е военное Павловское училище. Выпущен подпоручиком (ст. 21.07.1870) с прикомандированием к лейб-гвардии Царскосельскому стрелковому батальону. Выпускник Николаевской академии Генерального штаба (1877). 

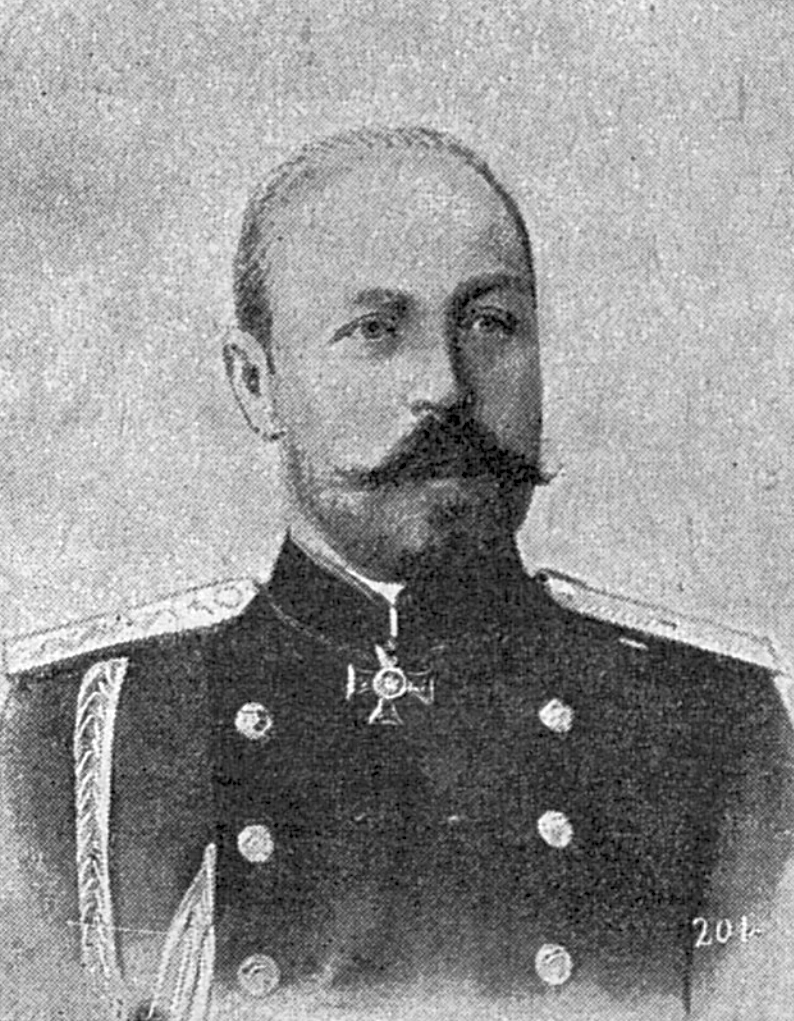
Ф. Ф. Палицын, 1905 г.

Участник русско-турецкой войны 1877—1878 годов. Состоял для поручений при штабе 3-го армейского корпуса (07.06.—05.08.1877). С 5 августа 1877 года по 14 октября 1880 года последовательно занимал должность старшего адъютанта штаба 1-й гренадерской дивизии, штаба 22-й пехотной дивизии и штаба 1-й гвардейской кавалерийской дивизии.
Штаб-офицер для особых поручений при штабе войск Гвардейского корпуса (28.10.1882—01.01.1889).
С 30 октября 1885 года по 30 октября 1886 года отбывал цензовое командование батальоном в Лейб-гвардии Павловском полку.
С 1 января 1889 начальник штаба 2-й гвардейской кавалерийской дивизии. С 19 ноября 1891 — помощник начальника штаба войск гвардии и Петербургского военного округа.
Чины: генерал-майор (30.08.1893), генерал-лейтенант (06.12.1900), генерал от инфантерии (06.05.1907).
С 19 апреля 1895 — начальник штаба Гвардейского корпуса. 31 мая 1895 назначен начальником штаба генерал-инспектора кавалерии, которым был Великий князь Николай Николаевич. Был одним из ближайших сотрудников Великого князя. В деятельности Палицына на этой должности можно отметить: выпуск нового строевого кавалерийского устава 1896 года, подготовку и переход к новому способу ремонтирования армии лошадьми, сформирование новых 6 кавалерийских полков с запасными учреждениями, инициативу организации и непосредственное руководство полевыми поездками строевых кавалерийских начальников, и вообще, широкую подготовку кавалерии к полевой, стратегической и тактической деятельности.

Граф Алексей Алексеевич Игнатьев в своих мемуарах «Пятьдесят лет в строю» пишет о новом уставе:
Мы только что получили новые строевые уставы, разработанные, в противоположность обычаям, в весьма короткий срок. Их написал начальник штаба генерал-инспектора кавалерии Палицын, объехавший предварительно со специальной комиссией кавалерийские школы и полки Германии, Австрии и Франции. Пара, составленная из волевого, но взбалмошного Николая Николаевича и спокойного до комизма, но образованного и хитрого Феди Палицына, удовлетворяла требованию о том, чтобы в начальнике соединялись воля и ум. Результаты реформы не преминули сказаться. Изо дня в день вся русская кавалерия меняла свое лицо. Стих "вой" команд, передававшихся когда-то хором всеми начальниками до взводных командиров включительно, и взамен этого, по простому знаку шашкой, не только эскадрон, а целые дивизии развертывались веером в строй эскадронных колонн, производили заезды в любом направлении в полной тишине и на полном карьере - слышался лишь топот тысяч копыт.
21 июня 1905 при поддержке Великого князя занял должность начальника вновь учрежденного Главного управления Генерального штаба ( ГУГШ ) — самостоятельного органа, подобного германскому Большому Генеральному штабу и не подчиненного военному министру . Оставаясь в должности 3,5 года, Палицын в столь краткий срок не успел провести всё им намеченное, тем более, что он признавал возможным вводить реформы лишь постепенно, в строгой последовательности и после тщательной подготовки. Тем не менее, Палицын приложил максимум усилий по превращению Генерального штаба из  сугубо «канцелярского» в «высококвалифицированное военно-научное учреждение». В отношении преобразования академии Палицыным была начата подготовка кадра профессоров, которые были бы в состоянии, отрешившись от существовавшего в академии десятки лет «схоластического направления», строить прохождение курсов на началах прикладного метода. В отношении организации войск Палицыным разрабатывались главнейшие мероприятия по усовершенствованию существующей военной организации; реорганизация войск базировалась на принципе самого широкого развития кадров полевых войск, которые должны были давать и сильные кадры для войск резервных. Член Совета государственной обороны (1905—1908). 

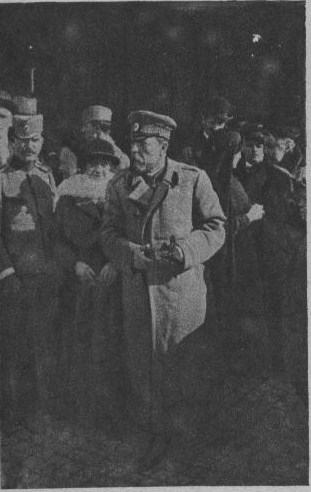
Палицын на конференции союзников в Риме. Январь 1917.

Генерал М. В. Алексеев в письме супруге 15 июня 1908 года отмечал: 
Ты, вероятно, прочла в «Новом времени» заметку, что Поливанов «выработал новое положение о Генеральном штабе». Одним смелым шагом во вторник (личный доклад у Государя генерала Палицына. В. В.), можно было бы разорвать всю паутину, но Феодор Феодорович, вероятно, покончит тем, что запутается в этой паутине и сойдет со сцены, уступив место более ловким в интриге и более бесталанным и ничтожным… Делят ризы русской армии такие дельцы интриги, как Поливанов, для которых дороги лишь собственные, личные интересы, которых цели и идеалы не поднимаются выше желания «сковырнуть». В рабочем отношении они являются нулями жалкими и бесплодными, самомнящими, самовлюбленными.
В конце концов борьба между Великим князем Николай Николаевичем и генералом Сухомлиновым закончилась победой последнего: Генеральный штаб был передан в состав Военного министерства, а Палицын 13 ноября 1908 потерял должность и был назначен членом Государственного совета. На должность начальника ГУ ГШ был назначен Сухомлинов, который «самолично разрушил ту настоящую оперативную работу», которую с большим трудом создал Палицын. ГУ ГШ приняло характер канцелярии, занимающейся перепиской и отпиской по оперативным вопросам. Военный историк Головин Н.Н. писал, что данное событие «наложило печать узкобюрократического отношения» к ответственному делу, как разработка Плана войны  .
Во время Первой мировой войны — в распоряжении главнокомандующего армиями Северо-Западного фронта. В сентябре 1916 сменил генерала Жилинского на посту представителя русской армии в Военном совете союзных армий в Версале. Возглавлял российскую делегацию на межсоюзнической конференции держав Антанты в ноябре 1916 года.  Снят вскоре после 1 мая 1917. 11.10.1917 уволен от службы по прошению с мундиром и пенсией.
В 1918—1920 председатель Военно-исторического и статистического комитета при Русском политическом Совещании в Париже. Позже состоял членом Общества взаимопомощи офицеров Генерального штаба в Берлине; учредитель и 1-й председатель Общества взаимопомощи Союза офицеров в Париже. Член Общества взаимопомощи офицеров Генштаба в Берлине.
Скончался в Берлине 19 февраля 1923 года. Похоронен на православном кладбище Тегель Архивная копия от 6 октября 2013 на Wayback Machine.

## Награды
- Орден Святой Анны 3-й степени с мечами и бантом (1877);
- Орден Святого Станислава 2-й степени с мечами (1878);
- Орден Святой Анны 2-й степени с мечами (1880);
- Орден Святого Владимира 4-й степени (1882);
- Орден Святого Владимира 3-й степени (1885);
- Орден Святого Станислава 1-й степени (1895);
- Орден Святой Анны 1-й степени (1898);
- Орден Святого Владимира 2-й степени (1903);
- Орден Белого орла (1905);
- Кавалер Большого креста ордена Почётного легиона (16 сентября 1908, Франция)[10];
- Орден Святого Александра Невского (1 января 1912);
- Бриллиантовые знаки к ордену Святого Александра Невского (ВП 1 января 1916);
- Орден Святого Владимира 1-й степени (ВП 30 января 1917).

## Семья
В 1875 году женился на Марии Антоновне, дочери камергера Скалона Антона Александровича. В браке родились четыре сына:
- Фёдор (1876–1877)
- Антон (1881–1883)
- Фёдор (14.1.1879–5.6.1909)
- Сергей (23.2.1883–19.12.1905)